# Eurytoma istriana
Eurytoma istriana är en stekelart som beskrevs av Schmidt 1851. Eurytoma istriana ingår i släktet Eurytoma och familjen kragglanssteklar.
Artens utbredningsområde är Kroatien. Inga underarter finns listade i Catalogue of Life.